# Cladocora arbuscula
Cladocora arbuscula là một loài san hô trong họ Faviidae. Loài này được Lesueur mô tả khoa học năm 1821.